# تشارلز ثوم
تشارلز ثوم (بالإنجليزية: Charles Thom) هو أخصائي فطريات أمريكي، ولد في 11 نوفمبر 1872 في مينونك في الولايات المتحدة، وتوفي في 24 مايو 1956 في بورت جفرسون في الولايات المتحدة.